# Chucho el Roto
Chucho el Roto, mit bürgerlichem Namen Jesús Arriaga (* 1858 in Santa Ana Chiuatempan, Tlaxcala; † 25. März 1894 in Veracruz, Veracruz), war ein legendärer mexikanischer Bandit. Wissenschaftlich interessant an der Rezeption seiner Biographie ist unter anderem die Frage, ob bis in die Gegenwart berühmte Banditen wie Chucho als politisches wie kulturelles Vorbild für Abweichung in Mexiko dienen. Sein Ruf als „moderner Robin Hood“, der die Reichen bestahl und die Armen unterstützte, geht auf erste literarische Beschreibungen zurück, die drei Monate vor seinem (nicht vollkommen geklärten) Tod erschienen.

## Leben

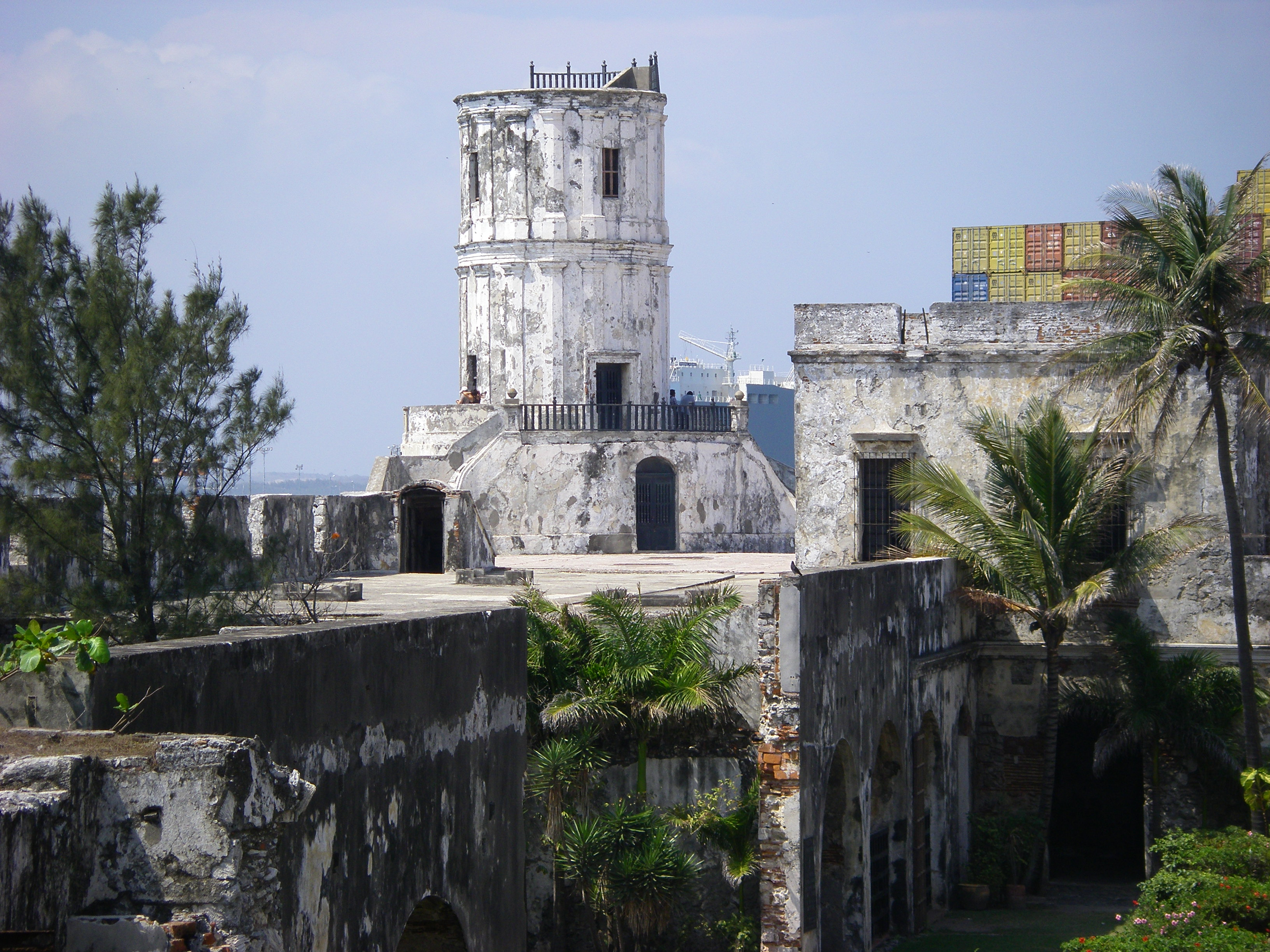
Chucho el Roto saß mehrfach im Gefängnis von San Juan de Ulúa ein und brach zweimal aus demselben aus.

In seiner Jugend arbeitete Arriaga als Tischler und lernte als junger Mann in seiner Wahlheimat  Mexiko-Stadt Matilde Frizac kennen, eine junge Frau aus den höheren Kreisen. Sie verliebten sich ineinander, doch ihr Vater Don Diego Frizac war wegen des Klassenunterschiedes gegen ihre Verbindung. Matilde war jedoch bereits schwanger und gebar eine Tochter.
Weil ihm der Kontakt zu seiner Tochter verwehrt war, plante Arriaga ihre Entführung, wurde aber festgenommen und kam ins Gefängnis von Belén in Mexiko-Stadt. Später wurde er ins Gefängnis von San Juan de Ulúa in Veracruz verlegt, das wegen seiner unmenschlichen Haftbedingungen einen sehr zweifelhaften Ruf hatte. Nach einigen erfolglosen Fluchtversuchen gelang ihm 1885 der Ausbruch.
Der Gefängnisaufenthalt hatte in dem jungen Mann eine Veränderung bewirkt und ihn radikalisiert. Er war in der Lage, die in Mexiko sehr stark ausgeprägten Klassenschranken zu überwinden. Er raubte auf der einen Seite bevorzugt Juwelierläden und Häuser und Villen der reichen Oberschicht aus, war aber als Heiratsschwindler und Verführer in diesen Kreisen zu verkehren ebenso in der Lage, wie sich als armer Handwerker zu geben.
Seine Verbrechen beging er typischerweise entlang der Eisenbahnlinie zwischen Veracruz, Puebla, Mexiko-Stadt und Querétaro. Nach einem Überfall auf einen Juwelier wurde er ein zweites Mal auf San Juan de Ulúa inhaftiert. Erneut gelang ihm der Ausbruch, doch wurde er diesmal bereits auf der Flucht gestellt und erneut inhaftiert.
Für den Fluchtversuch wurde er zu einer Strafe von 300 Peitschenhieben verurteilt. Obwohl Matilde für eine Verringerung der Strafe zahlte, waren die Verletzungen anscheinend so schwerwiegend, dass Arriaga in das Krankenhaus Marqués del Montes in Veracruz eingeliefert wurde, wo er bald darauf am 25. März 1894 im Alter von 36 Jahren verstarb. Die Zeitung El Monitor Republicano brachte eine Woche nach seinem Ableben noch die offizielle Variante ins Spiel, der zufolge Chucho an den Folgen einer Dysenterie verstarb.
Auf Wunsch von Matilde wurden seine sterblichen Überreste nach Mexiko-Stadt überführt und dort beigesetzt.

## Nachleben
Seine Lebensgeschichte wurde zum Gegenstand von Radionovelas und Filmen, wie zum Beispiel dem 1960 uraufgeführten Drama El Tesoro De Chucho El Roto.